# 黃喉貂
黃喉貂（學名：Martes flavigula），又名熊浣熊、喜瑪拉雅貂、青鼬，主要分佈于东亚和東南亞及俄羅斯外東北地區。牠在IUCN中被列為無危，其分布廣泛，族群眾多，缺乏龐大的威脅。
黃喉貂是一種雜食性動物，野生黃喉貂的取食來源包括了花蜜、水果、無脊椎動物、齧齒目、兔形目、爬行動物、鳥、靈長目、有蹄類。

## 亞種
目前生物學家已確認的黃喉貂亞種有9個。
- 印度亞種（M. f. flavigula）：在巴基斯坦、印度、緬甸分布的亞種。
- 阿穆爾亞種（M. f. borealis）：分布在俄羅斯阿穆爾州、朝鮮半島北部、滿州。由於在高緯度區域生存，與其它亞種相比冬季體毛較厚密。
- 爪哇亞種（M. f. robinsoni）：分佈在印尼的爪哇，現已列入瀕危物種。
- 海南島亞種（M. f. hainana）
- 台灣亞種（M. f. chrysospila）：屬台灣特有亞種，臺灣話稱為羌仔虎(臺羅拼音：kiunn-á-hóo)或稱黃葉猫(臺羅拼音：n̂g-hio̍h-niau; n̂g-hio̍h-bâ)，[3]牠們會以小群體合作獵捕體型較大的山羌。
- 蘇門答臘亞種（M. f. henrici）
- 印尼亞種（M. f. indochinensis）
- 馬來西亞亞種（M. f. peninsularis）
- 婆羅洲亞種（M. f. saba）